# Plinth Peak
Plinth Peak är en bergstopp i Kanada.   Den ligger i provinsen British Columbia, i den sydvästra delen av landet, 3 500 km väster om huvudstaden Ottawa. Toppen på Plinth Peak är 2 677 meter över havet, eller 936 meter över den omgivande terrängen. Bredden vid basen är 13,9 km.
Terrängen runt Plinth Peak är huvudsakligen bergig, men åt nordväst är den kuperad. Trakten runt Plinth Peak är nära nog obefolkad, med mindre än två invånare per kvadratkilometer.. Det finns inga samhällen i närheten. 
I omgivningarna runt Plinth Peak växer i huvudsak barrskog.